# مطار ليجازبي
مطار ليجازبي (بالإنجليزية: Legazpi Airport)‏ (إياتا: LGP، إيكاو: RPLP) هو مطار عام يخدم مدينة ليجازبي ويشغل المطار هيئة الطيران المدني الفلبينية.